# گریت هاروود
گریت هاروود (به انگلیسی: Great Harwood) یک شهرک در بریتانیا است که در Hyndburn واقع شده‌است. گریت هاروود ۱۰٬۸۰۰ نفر جمعیت دارد.